# Ophthalamia
Ophthalamia bio je švedski black metal-sastav osnovan 1989. u Stockholmu.

## Povijest
Sastav je osnovao 1989. gitarist i pjevač Tony "It" Särkka koji je također svirao u skupinama Abruptum i Vondur. Ime sastava dolazi od izmišljene zemlje "Ophthalamia" koju je stvorio It. Također je stvorio geografije, stvorenja i jezik. Prvi studijski album, A Journey in Darkness objavljen je 1994. Na ovom albumu pjevao je Jon "Shadow" Nödtveidt iz skupine Dissection. Na drugom albumu, Via Dolorosa pjevao je Erik "Legion" Hagstedt iz Marduka. It bio je jedini član koji pojavio se na svim albumima. Sastav se raspao 1998. 

## Postava
Finalna postava
- Tony "It" Särkka – gitara, vokal (1989. – 1998.)
- Jim "All" Berger – vokal (1989. – 1993., 1995. – 1998.)
- Emil "Night" Nödtveidt – bas-gitara (1994. – 1995.), gitara, dodatni vokal (1995. – 1998.)
- Mikael "Mist" Schelin – bas-gitara (1995. – 1998.)
- Öle "Bone" Öhman – bubnjevi (1995. – 1998.)

Bivši članovi
- Benny "Winter" Larsson – bubnjevi (1989. – 1995.)
- Robert "Mourning" Ivarsson – gitara (1989. – 1991.), bas-gitara (1991. – 1994.)
- Jon "Shadow" Nödtveidt – vokal (1993. – 1994.)
- Erik "Legion" Hagstedt – vokal (1994. – 1995.)

## Diskografija
Studijski albumi
- A Journey in Darkness (1994.)
- Via Dolorosa (1995.)
- A Long Journey (1998.)
- Dominion (1998.)

Demoalbumi
- A Long Journey (1991.)
- Journey to Darkness (1992.)